# Гайнц фон Райхе
Гайнц фон Райхе (нім. Heinz von Reiche; 18 березня 1908, Фюрстенвальде — ?) — німецький офіцер-підводник, корветтен-капітан крігсмаріне.

## Біографія
1 квітня 1929 року вступив в рейхсмаріне. До 1935 року проходив різноманітну підготовку. В 1935-36 роках — вахтовий офіцер на підводному човні U-9. З 2 листопада 1939 року — командир U-17, на якому здійснив 1 похід (9 днів у морі) і потопив 1 корабель: 14 вересня 1939 року на міні, встановленій, підірвався британський торговий катер Hawarden Castle водотоннажністю 210 брт з вантажем цементі, всі 6 членів екіпажу загинули. 11 вересня 1939 року переданий в розпорядження командування військово-морської станції «Остзе». З 12 грудня 1939 року — командир роти училища підводників в Кілі. В квітні 1941 року переданий в розпорядження командувача підводними човнами, в червні призначений в штаб 1-ї флотилії підводних човнів.  В березні-червні 1942 року — команди 3-ї флотилії підводних човнів. З червня 1942 року — консультант Центрального відділу штабу 2-го адмірала підводних човнів, з 2 лютого 1943 року — адмірала підводних човнів.

## Звання
- Кандидат в офіцери (1 квітня 1929)
- Кадет (10 жовтня 1929)
- Фенріх-цур-зее (1 січня 1931)
- Обер-фенріх-цур-зее (1 квітня 1933)
- Лейтенант-цур-зее (1 жовтня 1933)
- Оберлейтенант-цур-зее (1 червня 1935)
- Капітан-лейтенант (1 листопада 1938)
- Корветтен-капітан (1 квітня 1943)

## Нагороди
- Медаль «За вислугу років у Вермахті» 4-го класу (4 роки)